# Jan Świerczyński
Jan Świerczyński (ur. 5 stycznia 1897 w Byszewach, zm. 18 stycznia 1969 w Buenos Aires) – generał brygady, uczestnik I wojny światowej, wojny polsko-bolszewickiej, II wojny światowej (kampanii wrześniowej, kampanii włoskiej).

## Życiorys
Jan Świerczyński urodził się w rodzinie szlacheckiej pieczętującej się herbem Ostoja, wywodzącej się ze Świerczyńska Mniejszego koło Rozprzy w dawnym powiecie piotrkowskim województwa sieradzkiego. Był synem Józefa i Heleny z Plichtów. Urodził się 5 stycznia 1897 roku w Byszewach, majątku ziemskim należącym do rodziny ze strony matki. Miał dwóch starszych braci zamordowanych w Charkowie: Józefa, pułkownika dyplomowanego kawalerii i Wincentego, kapitana administracji (artylerii) oraz trzech młodszych braci: Tomasza, Zygmunta i Tadeusza (1904–1978), porucznika kawalerii. 

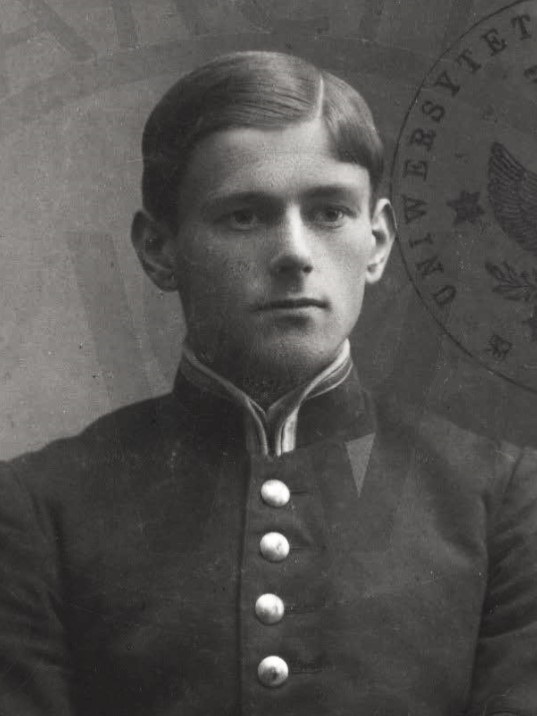
Jan Świerczyński jako student (1918)

Jan Świerczyński kształcił się w VI Gimnazjum Filologicznym w Kijowie. Po zdaniu matury został powołany w 1917 roku do armii rosyjskiej i został słuchaczem Mikołajewskiej Szkoły Artylerii. Na własne żądanie został w listopadzie tego roku przeniesiony do Legii Podchorążych przy I Korpusie Polskim w Bobrujsku. W styczniu 1918 roku zgłosił się do III Korpusu Polskiego. Brał udział w walkach z bolszewikami. Dnia 30 czerwca 1918 roku został mianowany chorążym i zakończył służbę z powodu demobilizacji jednostki.
Jan Świerczyński w październiku 1918 roku podjął studia na Wydziale Prawnym Uniwersytetu Warszawskiego. Miesiąc później wstąpił do 5 pułku ułanów i wziął udział w wojnie polsko-bolszewickiej. Walczył na froncie litewsko-białoruskim w szeregach 2 pułku artylerii polowej Legionów. Dnia l listopada 1919 roku został awansowany na podporucznika. Miesiąc później został dowódcą 7 baterii swojego pułku. Walczył z Armią Czerwoną m.in. pod Starokonstantynowem i Winnicą. 
Po wojnie, dnia 3 maja 1922 roku, mianowano go porucznikiem. Następnie, dnia 3 maja 1926 roku, awansował na kapitana artylerii i w listopadzie tego roku objął funkcję komendanta szkoły podoficerskiej pułku, którą pełnił do 1 czerwca 1927 roku, kiedy został dowódcą 6 baterii. W latach 1929–1932 wykładał w Centrum Wyszkolenia Artylerii oraz na kursie unifikacyjnym w Centrum Wyszkolenia Piechoty w Rembertowie. W roku 1934 został mianowany majorem artylerii (ze starszeństwem z dnia 1 stycznia 1934 roku). Wrócił do służby liniowej w roku 1935 i objął funkcję zastępcy dowódcy 11 dywizjonu artylerii konnej w Bydgoszczy. Następnie, w styczniu 1939, objął dowództwo II dywizjonu 19 pułku artylerii lekkiej w Mołodecznie.
Jan Świerczyński wziął udział w kampanii wrześniowej 1939 roku. Został przydzielony do 86 pułku piechoty i walczył w rejonie Tomaszowa Mazowieckiego i Piotrkowa Trybunalskiego. W odwrocie za Pilicę, dnia 9 września został ranny. Po kapitulacji ukrywał się w Lublinie, a następnie w Wilnie. W czerwcu 1940 został aresztowany na Łotwie i wywieziony do obozu pracy w Kraju Krasnojarskim. Po zwolnieniu, w listopadzie 1941 roku, wstąpił do Armii Polskiej i objął dowództwo dywizjonu 5 pułku artylerii lekkiej. Dnia 11 grudnia tego roku został awansowany do stopnia podpułkownika i objął dowództwo 7 pułku artylerii lekkiej. Jan Świerczyński na czele pułku wziął udział w maju 1944 roku w bitwie o Monte Cassino. Uczestniczył także w działaniach nad Adriatykiem a następnie w walkach o Ankonę. Od sierpnia do września 1944 roku walczył na Linii Gotów i od października do listopada w Apeninach. Dnia 7 września tego roku awansował do stopnia pułkownika. Dnia 30 marca 1945 roku został dowódcą artylerii dywizyjnej 2 Warszawskiej Dywizji Pancernej, a w kwietniu tego roku objął dowództwo 2 pułku artylerii przeciwpancernej. W roku 1946 przybył wraz z dywizją do Wielkiej Brytanii. Zdemobilizowany, wyemigrował do Argentyny w październiku 1948 roku. Przez Naczelnego Wodza, gen. Władysława Andersa, został awansowany, dnia 11 września 1964 roku, na generała brygady. Zmarł 18 stycznia 1969 w Buenos Aires i został pochowany na cmentarzu Espeleta w Quilmes. 
Jan Świerczyński był wielokrotnie odznaczony (m.in.): Orderem Virtuti Militari V kl., Krzyżem Walecznych (sześciokrotnie), Złotym Krzyżem Zasługi (1938), Medalem Pamiątkowym za Wojnę 1918-1921, Medalem Dziesięciolecia Odzyskanej Niepodległości (1928), Krzyżem Pamiątkowym Monte Cassino, Medalem Wojska, a także Gwiazdą za Wojnę 1939–1945, Gwiazdą Italii, Medalem Obrony oraz Legią Zasługi.